# Убийство Рейчел Барбер

Рейчел Элизабет Барбер. Фотография с мемориального сайта девочки, созданного родителями

Убийство Рейчел Барбер (англ. Murder of Rachel Barber) — преступление, совершённое в марте 1999 года в Мельбурне. Убийство вызвало шумное обсуждение в мировых средствах массовой информации. Средства массовой информации возвращались к этой теме неоднократно в 2013, 2014 и 2015 годах. Событие стало основой документального расследования, написанного матерью жертвы, и художественного фильма, снятого по его мотивам. Фильм был удостоен национальных и международных наград.

## Обстоятельства происшествия
Рейчел Элизабет Барбер (англ. Rachel Elizabeth Barber) родилась 12 сентября 1983 года. Окружающие отмечали её незаурядные способности к танцу, застенчивость и сдержанность в отношениях с малознакомыми людьми. В конце 1992 года или в начале 1993 года семья девочки переехала в Монт-Алберт. Примерно в это же время семья Барберов познакомилась с Кэролайн Рид Робертсон (англ. Caroline Reed Robertson). Сближение произошло благодаря младшим сёстрам Кэролайн Рид, которые были хорошо знакомы с Рейчел и вместе учились. На момент преступления Рейчел было 15 лет. Она проживала с родителями и двумя младшими сёстрами в Северном Бейсуотере, куда семья переехала в декабре 1997 года. Девочка страдала от астмы, но в последнее время ощущала улучшение здоровья, у неё были проблемы c учёбой в школе, которой она мало интересовалась, некоторое время она испытывала трудности в занятиях танцами и была даже вынуждена прекратить их почти на год. Вместе с тем, внешне она производила впечатление успешной и благополучной девочки. С сентября 1998 года Барбер была ученицей дневного отделения танцевальной школы Dance Factory в Ричмонде, для чего покинула среднюю школу, в которой раньше училась.
В течение 1996 и 1997 годов Кэролайн Робертсон работала няней у Барберов, оставаясь с их детьми, включая и Рейчел. В 1997 году Робертсон фотографировала Рейчел для некоего проекта. Примерно в сентябре или октябре 1998 года Рейчел сообщила матери, что влиятельный ценитель заинтересовался всерьёз этими фотографиями Кэролайн. Во время летних каникул 1999 года Кэролайн по телефону попросила одну из младших девочек Барбер назвать ей дату рождения Рейчел, что необходимо в рамках проекта, над которым она якобы работала. После получения этих данных Кэролайн подала заявление на копию свидетельства о рождении Рейчел. Полиция считала, что именно тогда она пришла к мысли убить девочку.
В воскресенье 28 февраля 1999 года Робертсон и Рейчел дважды говорили по телефону (оба раза звонила Робертсон). Один звонок был сделан в 17:24 вечера (этот звонок длится 15 минут и 27 секунд), а второй — в 17:45 вечера (29 минут и 42 секунды).

### Убийство Рейчел Барбер
На следующее утро, 1 марта, отец девочки привёз её на трамвайную остановку на углу Ривердейл и Элгар-роуд, чтобы она могла доехать оттуда до Ричмонда. Около 9:30 они расстались. Девочка договорилась встретиться с отцом на этой трамвайной остановке вечером примерно в 18:15. Когда она не появилась на остановке в это время, то родители сообщили об этом в полицейский участок.
Расставшись с отцом, Рейчел отправилась в танцевальную школу в Ричмонде, где она встретила своего бойфренда Эммануэля Кареллу (одноклассники называли пару Ромео и Джульетта) и его брата Доменика. Около 10:15 утра она, её подруга Эллис и братья Карелла уже находились на занятиях. Во второй половине дня 1 марта Рейчел сказала одному из учеников школы по имени Эндрюс, что «собирается заработать много денег этим вечером» и что это «связано с кем-то, кого он не знает». Она добавила, что объяснит ему на следующий день, что это за способ. В этот же день она показала своему бойфренду пару обуви за 100 долларов и сказала, что купит её на следующий день, то есть во вторник; Рейчел сообщила ему, что собирается заработать кучу денег и встречается со старой подругой. Друзья предположили, что речь идёт о работе модели.
Примерно в 17:35, после окончания занятий, Рейчел ушла из школы с друзьями и дошла с ними по Черч-стрит до Бридж-Роуд. Здесь она простилась с ними и в 17:45 ушла дальше одна. Рейчел встретилась с Робертсон, и они сели на трамвай. Робертсон предположительно обманула Рейчел, договорившись с ней о встрече после уроков танцев и предложив 100 долларов за участие в некоем «психологическом эксперименте». По другой версии, Робертсон сказала Рейчел, что та может заработать 500 долларов, если примет участие в конфиденциальном психологическом опросе. Студент Dance Factory, ехавший на том же трамвае в этот вечер, позже сказал полиции: «Я помню, что Рейчел выглядела очень красивой и что она была просто поразительной в сравнении со своей подругой, которая казалась простушкой». Девушки вышли из трамвая в Прагране и пошли к квартире Робертсон. Около 18:40 случайный свидетель видел Рейчел в компании девушки, которую позже он опознал как Робертсон, вблизи её дома. Некоторое время спустя соседу послышались крики из квартиры Кэролайн, но он не придал им значения.
События, происходившие дома у Кэролайн, реконструировались на основе её признательных показаний и записей, сделанных накануне убийства. Кэролайн и Рейчел приготовили пиццу (в которую Кэролайн, по её записям, собиралась добавить снотворное, и следствие допускало, что так и произошло). Рейчел отказалась пить алкоголь, который Кэролайн приобрела. Кэролайн попросила Рейчел сделать танцевальное упражнение и подумать о счастливых и приятных вещах. Спустя короткое время она задушила Рейчел куском телефонного шнура от пришедшего в негодность аппарата.

### Попытки сокрытия преступления и разоблачение убийцы
Робертсон держала тело Рейчел в квартире (в шкафу для одежды) в течение двух дней, телефонный шнур был по-прежнему обёрнут вокруг шеи мёртвой девочки. Тело было там 2 марта, когда Кэролайн навестил её отец, Дэвид Рид, которому она позвонила и сказала, что больна. Дверь в спальню, где находилось тело, была закрыта. Затем Кэролайн завернула тело Рейчел в два коврика (в прессе упоминались также два одеяла или пледа) и поместила его в большую сумку. Сумка так никогда и не была найдена, хотя Робертсон вспомнила, что оставила её на ферме своего отца в Килморе. Она сказала водителю такси, что перевозит скульптуру. Тело она захоронила в поспешно выкопанной неглубокой могиле на ферме отца среди деревьев возле плотины. Случайно или намеренно, Робертсон похоронила тело девушки рядом со старой могилой своего домашнего животного.
1 марта 1999 года в 8:36 утра Кэролайн сообщила на работу, что она не спала накануне ночью и чувствует себя плохо, поэтому не придёт в этот день. Она пришла на работу на следующее утро, во вторник 2 марта, около 9 часов утра. Кэролайн была бледной, но спокойной. Её отправили домой около 10 часов, когда она пожаловалась на недомогание. Предполагалось, что тело она перевезла в Килмор 3 марта. В беседах со знакомыми и сотрудниками она упоминала позже знакомство с Рейчел и высказывала предположение, что девочка убежала из дома, что якобы было характерно для неё и раньше. Кэролайн предприняла неудачную попытку взять в банке кредит (в размере 10 000 долларов США) на покупку легкового автомобиля, хотя у неё даже не было прав на вождение. 12 марта полиция в очередной раз отправилась на квартиру Кэролайн, на этот раз с ключами, полученными от агентов по недвижимости. Однако полиция не смогла войти в квартиру. Номер телефона в квартире также не отвечал. Приблизительно в 18:10 вызванная полицейскими пожарная бригада помогла получить доступ в квартиру через открытое окно в спальню. Пожарные увидели, что Кэролайн лежит на полу у своей постели без сознания. Она страдала эпилепсией, и приступ, предположительно, вызвало прибытие полиции в её квартиру.
Полиция обыскала квартиру. Была найдена пара сумок с одеждой, которая не могла принадлежать хозяйке квартиры, но соответствовала размеру одежды Барбер, а также заявление на получение копии свидетельства о рождении на имя Рейчел Элизабет Барбер. Кэролайн была доставлена на машине скорой помощи в больницу. В 21:52 детектив Патерсон приступил к допросу по делу об исчезновении Рейчел Барбер. Кэролайн созналась в её убийстве. В субботу 13 марта полиция отправилась в Килмор для поиска тела, которое вскоре было обнаружено в неглубокой могиле с телефонным проводом вокруг шеи.

## Версии мотивов преступницы
Кэролайн Робертсон родилась в Мельбурне 3 ноября 1978 года в достаточно обеспеченной семье, в которой, однако, существовали серьёзные проблемы в отношениях между родителями девушки. У неё самой был конфликт с родителями, и в ходе следствия полиция допускала, что она подвергалась физическому насилию со стороны обоих родителей. Её мать предпочитала Кэролайн сестру и страдала от перепадов настроения, отца девушка воспринимала как озлобленного и авторитарного человека. Сама она страдала ожирением, чувствовала себя одинокой, подвергалась издёвкам и насмешкам со стороны сверстников. В своих заметках она утверждала, что испытывает отвращение к себе, ощущает себя несчастным человеком: «источником проблем», «человеком, который не оправдал ожиданий». В ответ она делала «плохие вещи», объясняя это: «Они ожидали, что я буду плохой, и поэтому я ей была. Я украла вещи и не знаю, почему я это сделала. Я была так расстроена и рассержена! Мне сейчас плохо». «Я чувствую себя как беспокойная и замученная потерянная душа, которая была брошена в мир ангелов», — записала Робертсон накануне убийства. В детстве она проводила много времени на семейной ферме к северу от Мельбурна в Килморе. После окончания школы девушка работала у поставщика услуг мобильной связи на Сент-Килда-Роуд в Мельбурне, поддерживая с сотрудниками только деловые отношения. В беседах с начальником она утверждала, что у неё есть «друзья», связанные с театром и телевидением. «Я был немного удивлен этим, поскольку мне казалось, что Кэролайн не разбирается в искусстве», — рассказывал он потом полиции.
В ходе следствия и судебного процесса высказывались различные версии мотивов преступления:
- Зависть Робертсон к более успешной и красивой Барбер. В сознании Робертсон Рейчел могла быть одной из тех моделей или артисток, портреты которых украшали обложки глянцевых журналов для подростков, именно такой мечтала стать она сама[2]. Судья Фрэнк Винсент[англ.] среди мотивов совершённого Кэролайн убийства выделил её зависть к Рейчел, имевшей благополучную семью, красоту и яркую личность, а также убеждённость, что девочка, вероятно, будет счастлива и успешна в жизни, что самой Кэролайн, как она считала, не суждено[20]. Судья писал, что в некотором роде Кэролайн — не молодая женщина, представшая перед судом за совершённое убийство; на уровне своей фантазии она всё ещё маленькая девочка, находящаяся в беде и страшащаяся наказания[21].
- Стремление Робертсон перевоплотиться в свою жертву. Во время предварительного заключения Кэролайн обучалась практике буддийского монаха, который посещал её в камере[21]. В ходе обыска в её квартире были обнаружены собственноручные записи, содержавшие план совершения убийства и избавления от тела жертвы. Как видно из этих заметок, преступница намеревалась принять имя «Джем Саутолл» (англ. «Jem Southall», Саутолл — девичья фамилия матери Рейчел Барбер). Она даже составила краткую биографию Джем Саутолл, которая содержала фиктивные подробности жизни новой личности, в которую убийца планировала перевоплотиться[12].
- Страстная любовь Робертсон к Барбер, которую она пыталась преодолеть. Судья Верховного суда Австралии Фрэнк Винсент скажет позже, что Робертсон питала «ненормальный, почти навязчивый интерес» к девочке[2]. Записи преступницы содержали заметки о жертве, включая наблюдения за её внешностью и характеристику личности. Она описывала убитую девочку как очень одарённую и умную. Кэролайн писала в частности: «Поразительно привлекательное тело танцовщицы. Очень чистая светлая кожа, гипнотические зелёные глаза, крашеные волосы разных цветов». Здесь же она пишет о желании обезобразить её тело[12].

Кэролайн расчётливо направляла поступки своей жертвы, которую она хорошо знала и которая ей безоговорочно доверяла. Судья Винсент допустил возможность любой из существующих версий и упомянул их все в приговоре: «Вы были мотивированы завистью к красоте Рейчел и её личности, прежде всего потому, что вы считали, что она, вероятно, будет иметь более счастливую и успешную жизнь, чем вы»; убийство было совершено, «чтобы достичь невозможного в реальности сновидения»; «вы представляете реальную опасность для любого, кто может стать несчастным объектом вашей фиксации».
Судья признавал, что Кэролайн раскаялась в совершении преступления, но мотивом этого раскаяния является жалость к себе самой. Он приговорил подсудимую к 20 годам лишения свободы, в которые должны быть включены 627 дней следствия и суда, установив минимальный срок обязательного заключения в 14,5 лет.

### Судьба Кэролайн Рид Робертсон
Кэролайн Рид Робертсон резко изменилась в годы тюремного заточения. На фотографиях в 2013 году она предстаёт более стройной, с длинными прямыми волосами и худым лицом. Фото осуждённой ошеломило родителей Рэйчел Майкла и Элизабет Барбер, которые не видели убийцу своей дочери с тех пор, как она была приговорена к 20 годам тюрьмы в ноябре 2000 года. Глядя на фотографию, отец девочки неожиданно сопоставил её новый образ со своей дочерью (большое сходство он увидел в глазах заключённой). Мать утверждала, что заключённая сознательно копировала образ другого персонажа — немецкой наркоторговки Андреи Мор. Робертсон имела право на условно-досрочное освобождение в 2013 году, но её освобождение было отложено после публичного протеста родителей Рейчел, которых поддержал и бывший бойфренд Рейчел Карелла. При этом в 2013 году родители жертвы подтвердили, что они простили убийцу своей дочери. Было известно, что в тюрьме Робертсон поддерживала лесбийские отношения с сокамерницами. Бывшая заключённая, которая провела долгое время с Робертсон, утверждала, что убийца никогда не говорила о своём преступлении и никогда не проявляла никаких угрызений совести.
Робертсон всё-таки вышла на свободу условно-досрочно в январе 2015 года, её освобождение в этот раз поддержали и Барберы. Основные условия этого освобождения: она не должна нарушать закон, должна подчиняться условиям надзора и должна уведомить своего полицейского по условно-досрочному освобождению о любом изменении адреса за два дня.

## Преступление в литературе и кинематографе
В 2003 году в издательстве «Penguin Random House Company» была опубликована книга «Совершенная жертва», посвящённая убийству Рейчел Барбер. Авторы, указанные на обложке книги, — Элизабет Саутолл и Меган Норрис. Элизабет Саутолл — псевдоним (девичья фамилия) Элизабет Барбер, матери убитой девочки. Она родилась в Виктории в 1959 году и была одной из четырёх детей Айвана Саутолла, известного австралийского писателя, которому принесли популярность книги для подростков. Сама Элизабет известна своей работой в качестве литературоведа — специалиста по детской литературе. Элизабет вела записи с того времени, когда получила известие о пропаже и гибели дочери, и эти записи легли в основу книги. Элизабет живёт в пригороде Мельбурна Хитмонте с мужем Майклом, создателем игрушек и дизайнером, и двумя другими дочерьми — Эшли-Роуз и Хизер. Когда была опубликована книга, она училась в бакалавриате на теолога.
Соавтор Элизабет Саутолл, Меган Норрис — журналистка из Великобритании. Её карьера началась в 1976 году в качестве репортёра, специализирующегося на криминальных новостях. Тема, которую она неоднократно поднимала, — влияние преступления на самих жертв и членов их семей. Первый контакт Норрис с Элизабет произошёл, когда она готовила статьи о семье Барберов для австралийской прессы. Элизабет и Меган стали близкими друзьями, началось сотрудничество в работе над книгой о Рэйчел Барбер «Совершенная жертва», которая заняла более трёх лет. Норрис живёт в Мельбурне, в штате Виктория, со своим мужем Стивеном и двумя сыновьями Алексом и Питером.
В 2009 году на основе книги «Совершенная жертва» в Австралии режиссёром Симоной Норт (англ. Simone North) был снят художественный фильм «В её шкуре» (англ. «In Her Skin»). Его первоначальное название — «Как измениться за 9 недель», англ. «How To Change in 9 Weeks» (такая запись была на обложке тетради Робертсон, в которую она заносила свои планы по убийству Рейчел Барбер). В 2011 году фильм демонстрировался в кинотеатрах под названием «Я — ты» (англ. «I Am You», Австралия, 107 минут, студии «Screen Australia» и «Liberty Films International»). Роли в нём исполняли Гай Пирс (отец Рейчел), Рут Брэдли (Кэролайн Рид Робертсон), Сэм Нил (отец Кэролайн), Миранда Отто (Элизабет Барбер), Кейт Белл (Рейчел Барбер). «Я расплакался, когда встретил их», — вспоминал Пирс о своей первой встрече с Барберами. Премьера фильма состоялась на кинофестивале в Брисбене. Он был показан на национальных и международных кинофестивалях, и на Миланском кинофестивале 2011 года Рут Брэдли, исполнявшая роль Робертсон, завоевала приз в номинации «Лучшая актриса». Фильм также получил награду от Австралийского кинематографического общества в номинации NSW & ACT Highly Commended за лучшую работу оператора. В 2013 году, через несколько лет после показа в кинотеатрах, фильм прошёл на австралийском телевидении. Выпуск фильма в прокат, а затем и показ на телевидении были омрачены финансовыми скандалами и разногласиями продюсеров с семьёй Барберов.

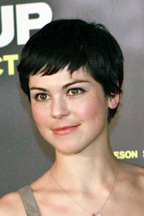
Кейт Белл, исполнительница роли Рейчел
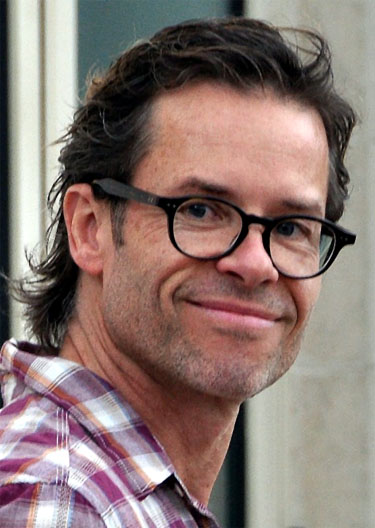
Гай Пирс, исполнитель роли её отца
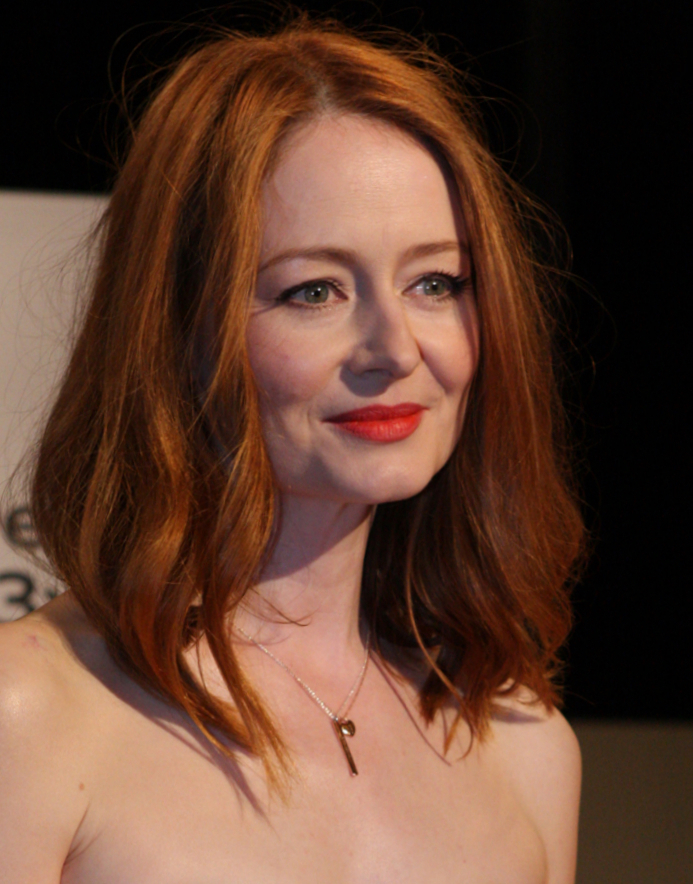
Миранда Отто, исполнительница роли матери
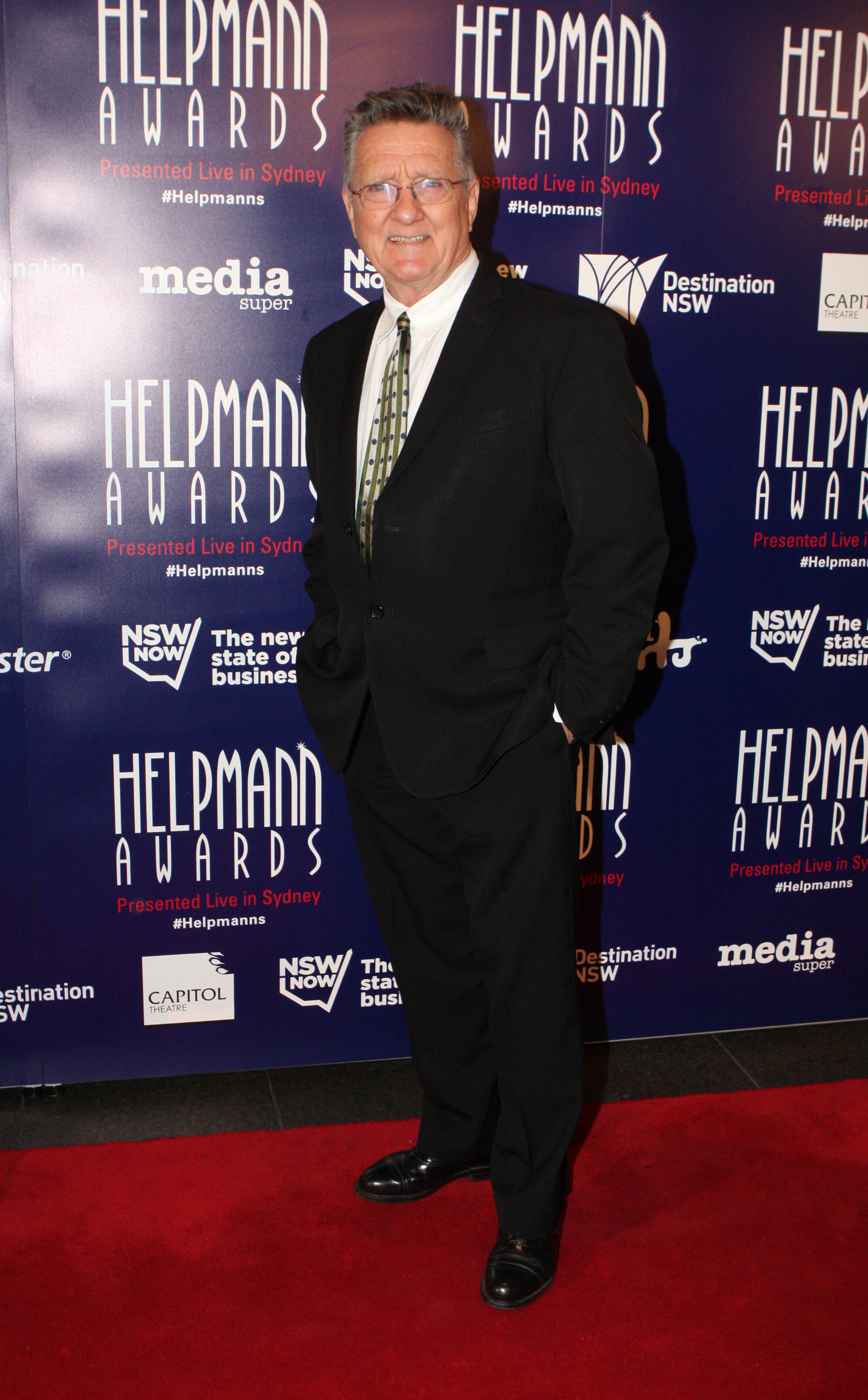
Грэм Бланделл[англ.], исполнитель роли деда Рейчел — писателя Айвана Саутолла